# Vadims Vasiļevskis

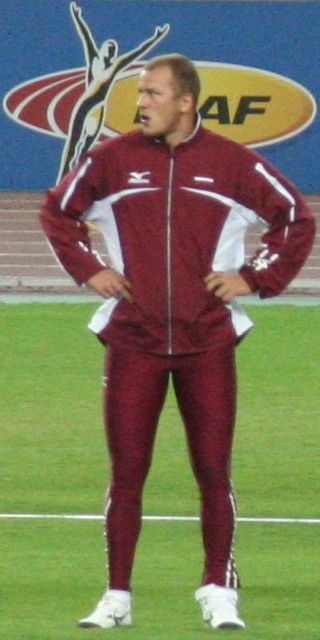
Vadims Vasiļevskis bei den Weltmeisterschaften 2007

Vadims Vasiļevskis (* 5. Januar 1982 in Riga) ist ein ehemaliger lettischer Speerwerfer.
Bei seinen ersten internationalen Meisterschaften, den Europameisterschaften 2002 in München, scheiterte Vasiļevskis in der Qualifikation.
Bei den Olympischen Spielen 2004 in Athen warf er schon in der Qualifikation 84,43 m und steigerte sich im Finale gleich im ersten Durchgang auf 84,95 m. Lediglich Andreas Thorkildsen (NOR) gelang mit 86,50 m ein besserer Versuch, so dass Vasiļevskis am Ende die Silbermedaille vor Sergei Makarow (RUS) mit 84,84 m gewann.
Bei den Weltmeisterschaften 2005 in Helsinki schied er erneut in der Qualifikation aus, im Jahr darauf aber gelang ihm sein erster Wurf über die 90-Meter-Marke. Er zählte daher zu den Favoriten für die EM 2006 in Göteborg. Dort hatten jedoch mit Andreas Thorkildsen und dem Finnen Tero Pitkämäki zwei andere 90-Meter-Werfer die Nase vorn, und Altmeister Jan Železný schnappte mit seinem einzigen gültigen Versuch (85,92 m) dem Letten noch die Bronzemedaille weg. Vasiļevskis wurde mit 83,21 m Vierter.
2007 verbesserte er seinen persönlichen Rekord am 22. Juli in Tallinn auf 90,73 m und wurde Vierter bei den Weltmeisterschaften in Osaka.
Vadims Vasiļevskis hat bei einer Größe von 1,89 m ein Wettkampfgewicht von 80 kg.